# Hôtel de ville de Hô Chi Minh-Ville
L'hôtel de ville de Hô Chi Minh-Ville (vietnamien : Trụ sở Ủy ban nhân dân Thành phố Hồ Chí Minh) ou siège du Comité populaire d'Ho Chi Minh-Ville (vietnamien : Trụ sở Hội đồng nhân dân Thành phố Hồ Chí Minh) est un édifice construit dans le 1er arrondissement de Hô Chi Minh-Ville au Vietnam.

## Présentation
L'hôtel de ville de Hô Chi Minh-Ville est un palais construit par l'architecte français Paul Gardès de 1902 à 1908 au centre de Saïgon en Indochine à l'époque qui est maintenant Hô Chi Minh-Ville au Viêt Nam, la plus grande ville du pays. C'est un exemple de l'architecture coloniale française. Aujourd'hui il est illuminé par les services d'éclairage de la ville française de Lyon, spécialisée dans ce domaine. Il se trouve dans le 1er arrondissement de Hô Chi Minh-Ville à l'extrémité de la boulevard Nguyễn Huệ.

## Galerie

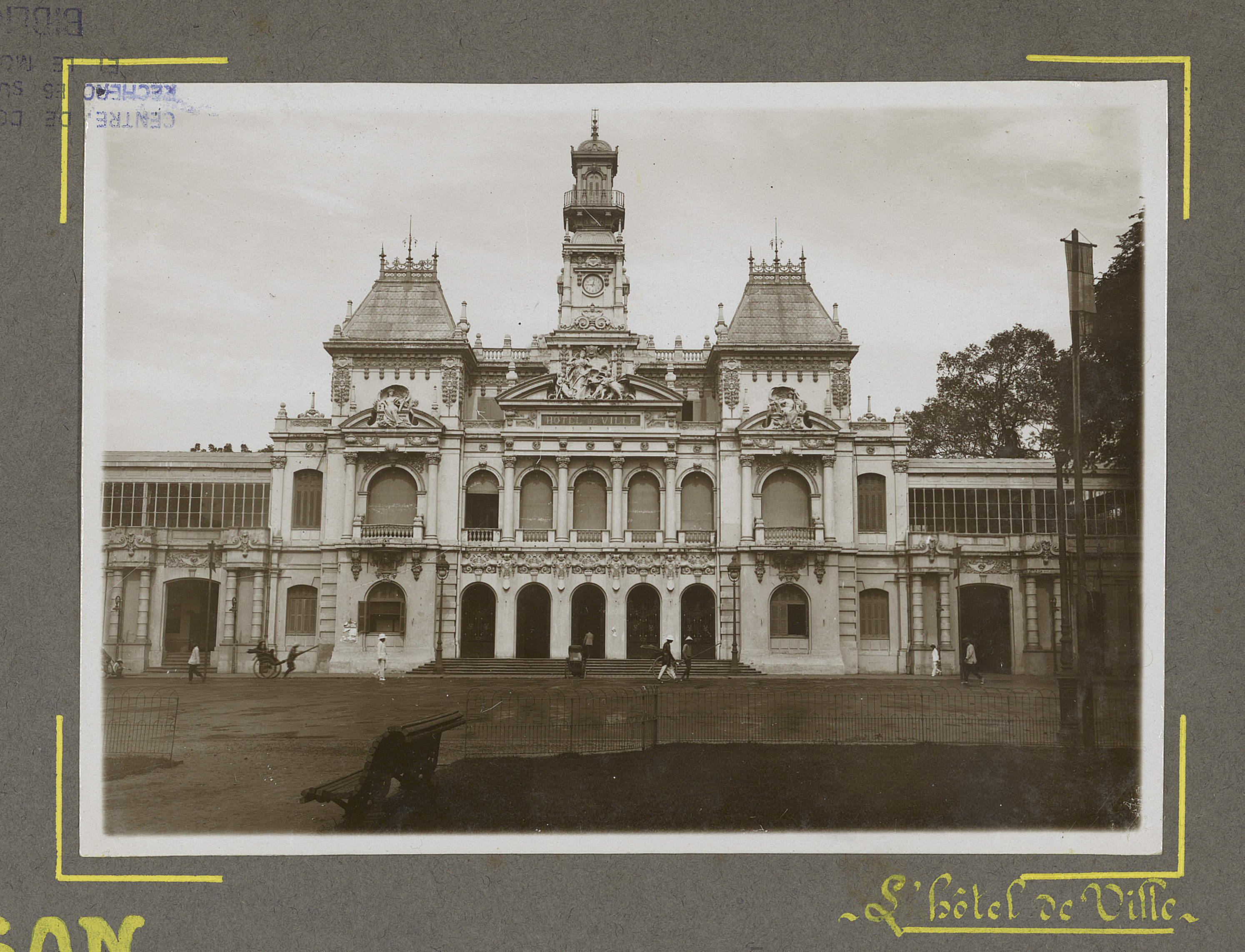
Vue de la façade de l'hôtel de ville de Saigon
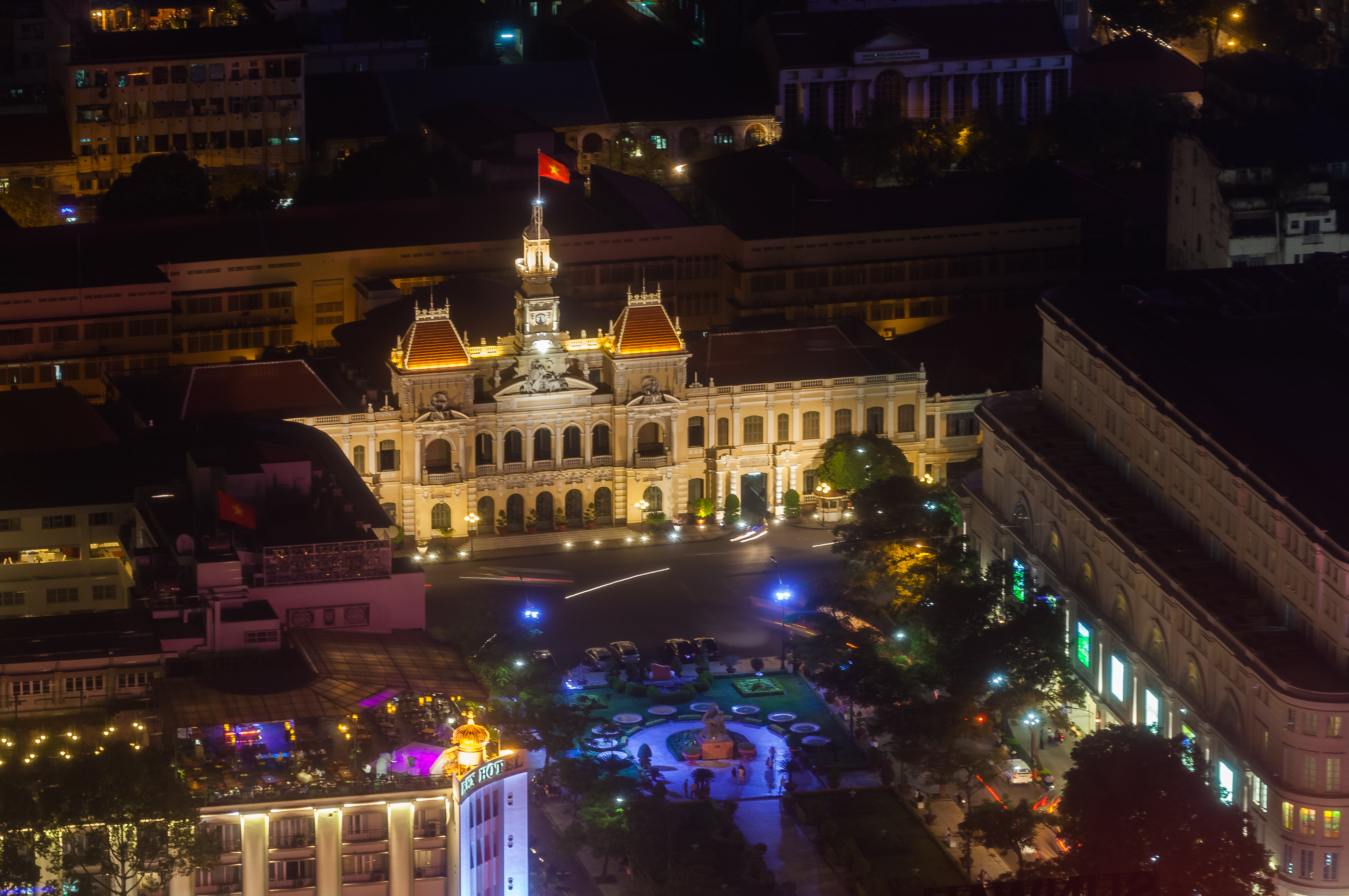
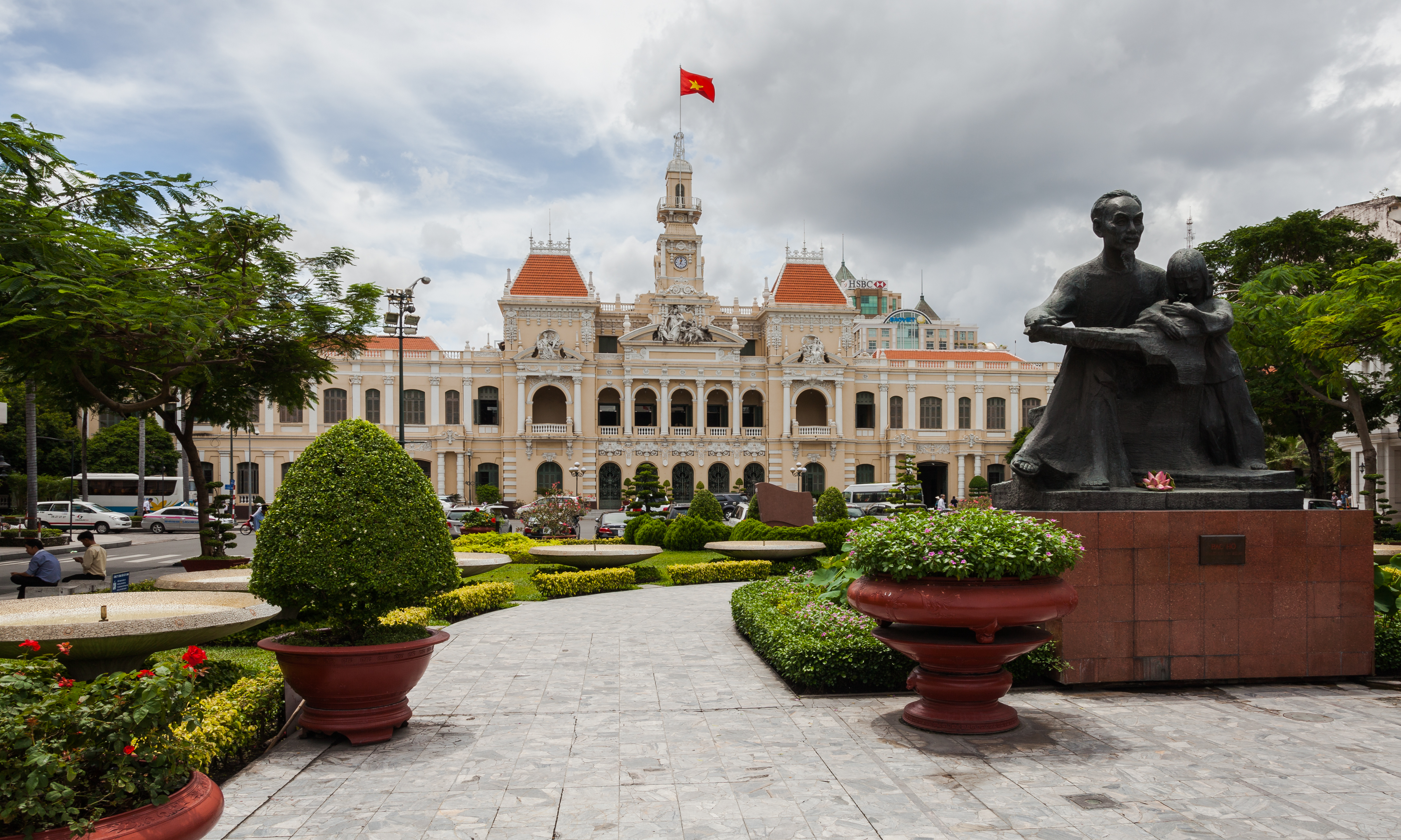
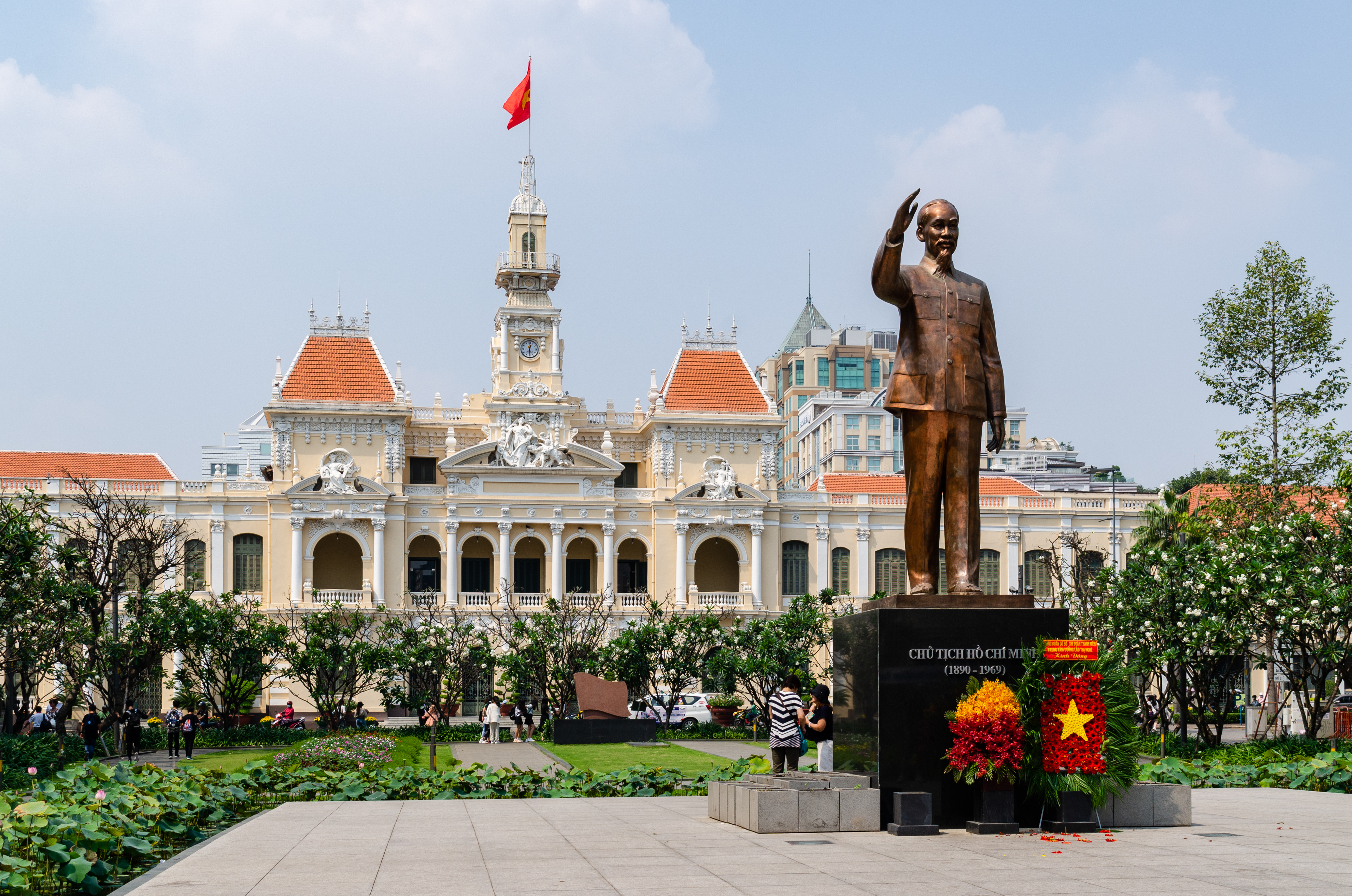
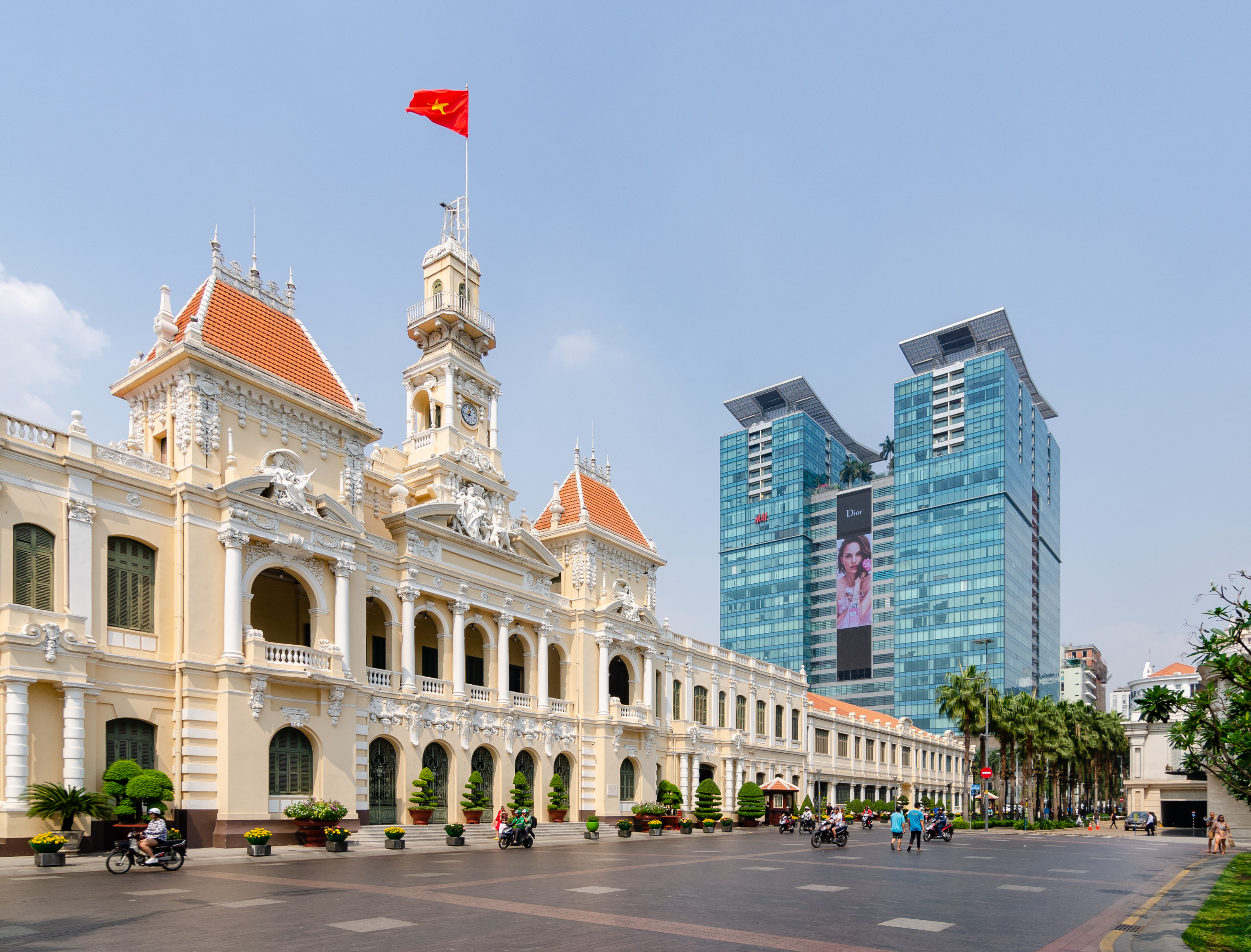
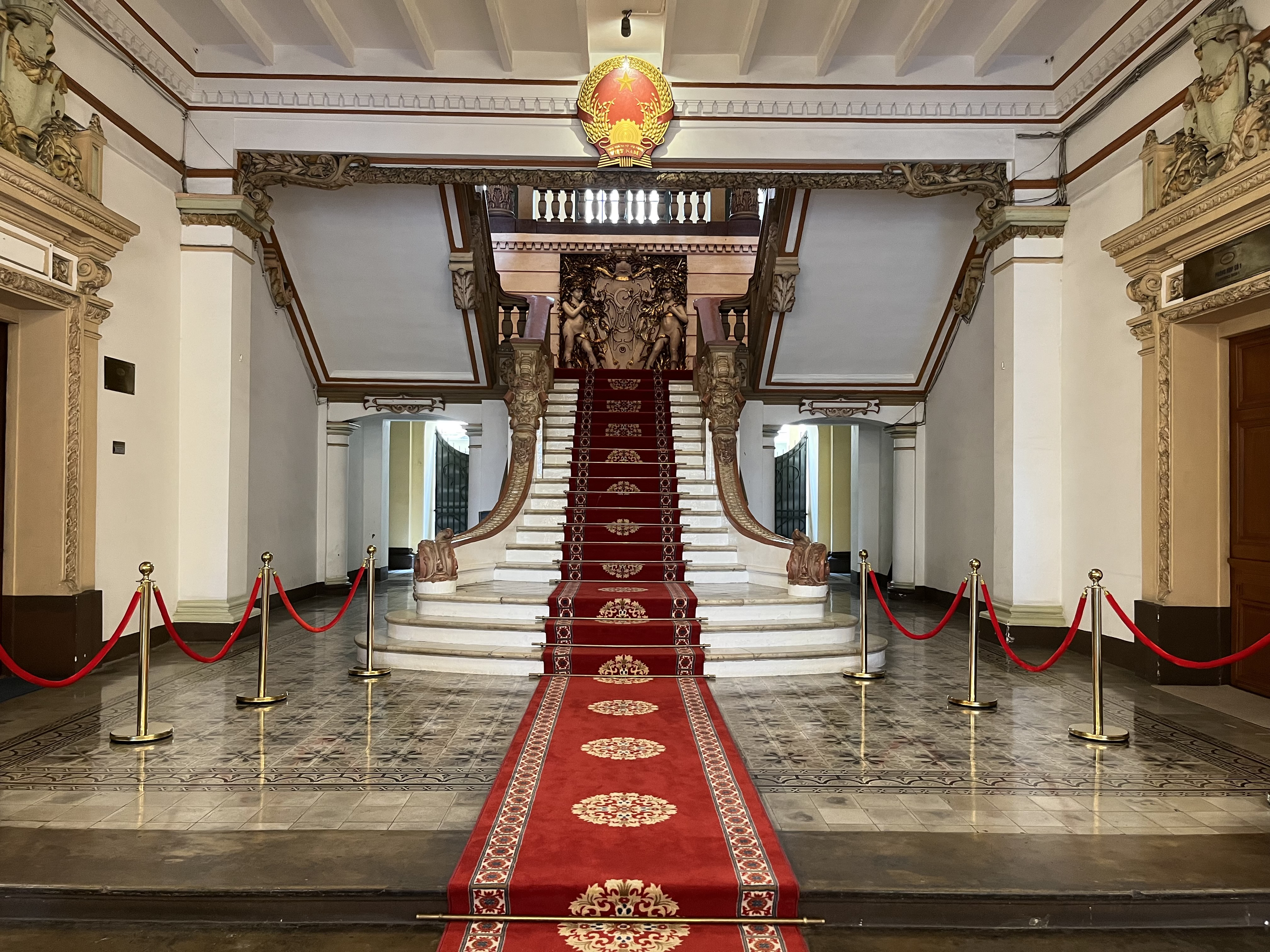